# Davíð Þór Viðarsson
Pour les articles homonymes, voir Viðarsson.
Davíð Þór Viðarsson (né le 24 avril 1984) est un joueur de football islandais. Il évolue au poste de milieu de terrain au sein de l'équipe danoise du Vejle BK. Il est aussi international islandais.

## Palmarès
FH Hafnarfjörður
- Championnat d'Islande (5) : 2004, 2005, 2006, 2008, 2009
- Coupe d'Islande (1) : 2007
- Coupe de la Ligue islandaise (4), 2004, 2006, 2007, 2009
- Supercoupe d'Islande (2) : 2008, 2009